# George Friedrichs
George Shelby Friedrichs (Nueva Orleans, 15 de febrero de 1940-Metairie, 20 de marzo de 1991) fue un deportista estadounidense que compitió en vela en la clase Dragon. Participó en los Juegos Olímpicos de México 1968, obteniendo una medalla de oro en la clase Dragon.

## Palmarés internacional
| Juegos Olímpicos | Juegos Olímpicos          | Juegos Olímpicos | Juegos Olímpicos |
| Año              | Lugar                     | Medalla          | Clase            |
| ---------------- | ------------------------- | ---------------- | ---------------- |
| 1968             | Ciudad de México (México) | Medalla de oro   | Dragon           |